# Lettera a mio padre
Lettera a mio padre è un singolo del cantautore albanese Ermal Meta, pubblicato il 22 ottobre 2014.

## Descrizione
Brano autobiografico, la canzone è una dura lettera del cantautore diretta a suo padre, figura da lui definita violenta, con la quale ha tagliato volutamente i rapporti all'inizio dell'adolescenza. Il cantautore rimarca il fatto che in lui, della figura paterna, ci sono solo i tratti somatici ed un cognome, ma niente altro, e di come la sua vita sia migliore senza la presenza del padre.
Il tutto converge in un finale in cui l'artista si promette che se un giorno sarà lui ad avere un figlio andrà tutto diversamente, che lo incoraggerà e che gli darà quel tipo di affetto che ci si aspetterebbe da un padre, ma che non tutti poi ricevono davvero, e che lui, ad esempio, non ha ricevuto.
Il brano è stato successivamente inserito nella lista tracce del suo album di debutto Umano, uscito nel 2016.

## Video musicale
Il video del brano è stato pubblicato su YouTube il 22 ottobre 2014 ed è diretto da Marco Serpenti. Diversamente dalla versione originaria, nel video viene interpretata vocalmente una strofa del brano da una bambina.

## Tracce
1. Lettera a mio padre – 3:53

## Formazione
Musicisti
- Ermal Meta – arrangiamento, voce, cori, programmazione, sintetizzatore, basso, chitarra
- Giordano Colombo – batteria
- Feiyzi Brera – strumenti ad arco

Produzione
- Ermal Meta – produzione, registrazione presso lo Stone Room Studio
- Giordano Colombo – registrazione presso gli Auditoria Records
- Cristian Milani – missaggio, mastering
- Valerio Soave – produzione esecutiva
- Greta Amato – assistenza alla produzione
- Paolo Pastorino – assistenza alla produzione
- Marco Montanari – assistenza alla produzione